# Per amore (Andrea Bocelli)
Per amore è una canzone scritta e composta dalla cantautrice italiana Mariella Nava nel 1995.
Inizialmente la canzone viene cantata da Flavia Astolfi, che presentandola al Festival di Sanremo 1995, viene eliminata dopo la prima esecuzione. In seguito viene portata al successo dal tenore Andrea Bocelli che la inserisce negli album Bocelli (5.000.000 di copie vendute) e Romanza (20.000.000 di copie vendute nel mondo). La canzone viene tradotta in spagnolo con il titolo Por amor. 
Nel 1999 Mariella Nava la inserisce nell'album Così è la vita.